# Хронологія світових рекордів з плавання на дистанції 50 метрів на спині

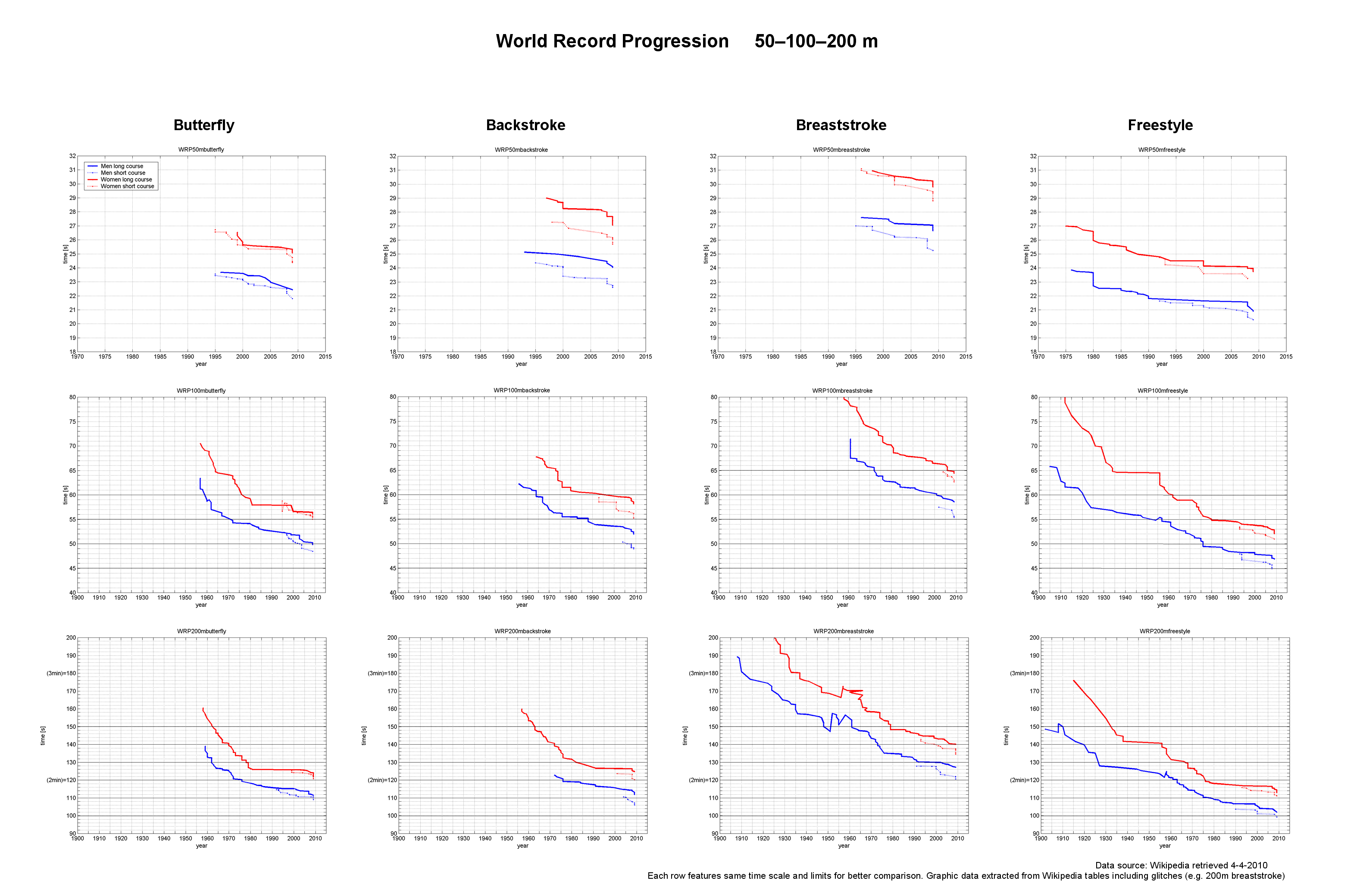
Графіки встановлення світових рекордів з плавання серед чоловіків та жінок на дистанціях 50 м-100 м-200 м на довгій та короткій воді батерфляєм, на спині, брасом і вільним стилем

У цій статті подано хронологію світових рекордів з плавання на дистанції 50 метрів на спині на довгій (50 м) та короткій воді (25 м). Ці рекорди реєструє/визнає Міжнародна федерація плавання (ФІНА), яка наглядає за міжнародними змаганнями з водних видів спорту. Як і в плаванні на 50 м брасом та батерфляєм ФІНА офіційно реєструє рекорди в цій дисципліні від початку 1990-х років.
Різке поліпшення світових рекордів у 2008/2009 роках збіглося в часі з запровадженням поліуретанових плавальних костюмів фірм Speedo (LZR, 50% поліуретану) 2008 року та Arena (X-Glide), Adidas (Hydrofoil), Jaked (всі зі 100% поліуретану) 2009 року. У січні 2010 ФІНА заборонила плавальні костюми зроблені з будь-якого матеріалу окрім текстилю. Крім того, FINA опублікувала список дозволених плавальних костюмів.

## Чоловіки

### На довгій воді
| #   | Час   |       | Ім'я               | Країна          | Дата           | Змагання                      | Місце                              | Пос.        |
| --- | ----- | ----- | ------------------ | --------------- | -------------- | ----------------------------- | ---------------------------------- | ----------- |
| WBT | 25.13 |       | Джефф Раус         | США             | 15 квітня 1993 | Robert Burns Invitational     | Единбург, Об'єднане Королівство    |             |
| 1   | 24.99 | tt    | Ленні Крайзельбург | США             | 28 серпня 1999 | Пантихоокеанський чемпіонат   | Сідней, Австралія                  |             |
| 2   | 24.80 |       | Томас Руппрат      | Німеччина       | 27 липня 2003  | Чемпіонат світу               | Барселона, Іспанія                 |             |
| 3   | 24.47 | пз, † | Лаєм Тенкок        | Велика Британія | 2 квітня 2008  | Чемпіонат Великої Британії    | Шеффілд, Об'єднане Королівство     | [ 2 ]       |
| 4   | 24.33 |       | Рендалл Бел        | США             | 5 грудня 2008  | Dutch Swimming Cup            | Ейндговен, Нідерланди              | [ 3 ]       |
| 5   | 24.08 | пф    | Лаєм Тенкок        | Велика Британія | 1 серпня 2009  | Чемпіонат світу               | Рим, Італія                        |             |
| 6   | 24.04 |       | Лаєм Тенкок        | Велика Британія | 2 серпня 2009  | Чемпіонат світу               | Рим, Італія                        |             |
| 7   | 24.00 |       | Климент Колесников | Росія           | 4 серпня 2018  | Чемпіонат Європи              | Глазго, Велика Британія            | [ 4 ]       |
| 8   | 23.93 | пф    | Климент Колесников | Росія           | 17 травня 2021 | Чемпіонат Європи              | Будапешт, Угорщина                 | [ 5 ] [ 6 ] |
| 9   | 23.80 |       | Климент Колесников | Росія           | 18 травня 2021 | Чемпіонат Європи              | Будапешт, Угорщина                 |             |
| 10  | 23.71 |       | Гантер Армстронґ   | США             | 28 квітня 2022 | USA International Team Trials | Грінсборо, Сполучені Штати Америки | [ 7 ]       |
| 11  | 23.55 |       | Климент Колесников | Росія           | 27 липня 2023  | Фінал Кубка Росії з плавання  | Казань, Росія                      | [ 8 ]       |

### На короткій воді
| #  | Час   |     | Ім'я               | Країна    | Дата              | Змагання                             | Місце                                              | Пос.       |
| -- | ----- | --- | ------------------ | --------- | ----------------- | ------------------------------------ | -------------------------------------------------- | ---------- |
| 1  | 25.10 |     | Дайчі Судзукі      | Японія    | 10 лютого 1990    | Кубок світу                          | Бонн, Федеративна Республіка Німеччина (1949—1990) | [ 9 ]      |
| #  | 24.66 |     | Олександр Попов    | Росія     | 13 березня 1994   | Кубок світу                          | Дезенцано-дель-Гарда, Італія                       |            |
| 2  | 24.60 |     | Франк Шотт         | Франція   | 26 березня 1994   | Кубок світу                          | Париж, Франція                                     |            |
| 3  | 24.37 | пз  | Джефф Раус         | США       | 12 лютого 1995    | Кубок світу                          | Шеффілд, Об'єднане Королівство                     |            |
| 4  | 24.25 |     | Кріс Рено          | Канада    | 28 лютого 1997    | CIAU Championships                   | Сент-Кетерінс, Канада                              |            |
| 5  | 24.13 |     | Томас Руппрат      | Німеччина | 11 грудня 1998    | Чемпіонат Європи на короткій воді    | Шеффілд, Об'єднане Королівство                     |            |
| 5= | 24.13 |     | Метт Велш          | Австралія | 2 вересня 1999    | Чемпіонат Австралії на короткій воді | Канберра, Австралія                                |            |
| 6  | 24.12 |     | Ніл Вокер          | США       | 18 листопада 1999 | Кубок світу                          | Колледж-Парк, Сполучені Штати Америки              |            |
| 7  | 24.11 |     | Метт Велш          | Австралія | 14 січня 2000     | Кубок світу                          | Гобарт, Австралія                                  |            |
| 8  | 24.04 | пз  | Ніл Вокер          | США       | 13 березня 2000   | Чемпіонат світу на короткій воді     | Афіни, Греція                                      |            |
| 9  | 23.42 | пф  | Ніл Вокер          | США       | 13 березня 2000   | Чемпіонат світу на короткій воді     | Афіни, Греція                                      |            |
| 10 | 23.31 |     | Метт Велш          | Австралія | 2 вересня 2002    | Чемпіонат Австралії на короткій воді | Мельбурн, Австралія                                |            |
| 11 | 23.27 |     | Томас Руппрат      | Німеччина | 10 грудня 2004    | Чемпіонат Європи на короткій воді    | Відень, Австрія                                    | [ 10 ]     |
| 12 | 23.24 |     | Роберт Герлі       | Австралія | 26 жовтня 2008    | Кубок світу                          | Сідней, Австралія                                  | [джерело?] |
| 13 | 23.05 |     | Пітер Маршалл      | США       | 12 листопада 2008 | Кубок світу                          | Стокгольм, Швеція                                  | [ 11 ]     |
| 14 | 22.87 |     | Рендалл Бел        | США       | 15 листопада 2008 | Кубок світу                          | Берлін, Німеччина                                  | [ 12 ]     |
| 15 | 22.75 |     | Пітер Маршалл      | США       | 17 жовтня 2009    | Кубок світу                          | Дурбан, Південно-Африканська Республіка            | [ 13 ]     |
| 16 | 22.73 |     | Пітер Маршалл      | США       | 11 листопада 2009 | Кубок світу                          | Стокгольм, Швеція                                  | [ 14 ]     |
| 17 | 22.61 |     | Пітер Маршалл      | США       | 22 листопада 2009 | Кубок світу                          | Сінгапур                                           | [ 15 ]     |
| 18 | 22.22 |     | Флоран Маноду      | Франція   | 6 грудня 2014     | Чемпіонат світу                      | Доха, Катар                                        | [ 16 ]     |
| 19 | 22.11 | '#' | Климент Колесников | Росія     | 23 листопада 2022 | Solidarity Games                     | Казань, Росія                                      | [ 17 ]     |

## Жінки

### На довгій воді
| #  | Час   |    | Ім'я              | Країна    | Дата            | Змагання                           | Місце                          | Пос.   |
| -- | ----- | -- | ----------------- | --------- | --------------- | ---------------------------------- | ------------------------------ | ------ |
| 1  | 29.00 |    | Зандра Фелькер    | Німеччина | 24 травня 1997  | Mare Nostrum                       | Монте-Карло, Монако            |        |
| 2  | 28.78 | пф | Зандра Фелькер    | Німеччина | 12 червня 1999  | Mare Nostrum                       | Монте-Карло, Монако            |        |
| 3  | 28.71 |    | Зандра Фелькер    | Німеччина | 1 серпня 1999   | Чемпіонат Європи                   | Стамбул, Туреччина             |        |
| 4  | 28.69 |    | Ніна Живаневська  | Іспанія   | 8 квітня 2000   | Весняний чемпіонат Іспанії         | Мадрид, Іспанія                |        |
| 5  | 28.67 |    | Маї Накамура      | Японія    | 25 квітня 2000  | Чемпіонат Японії                   | Токіо, Японія                  |        |
| 6  | 28.25 | пз | Зандра Фелькер    | Німеччина | 17 червня 2000  | Чемпіонат Німеччини                | Берлін, Німеччина              |        |
| 7  | 28.19 |    | Яніне Піч         | Німеччина | 25 травня 2005  | Чемпіонат Німеччини                | Берлін, Німеччина              |        |
| 8  | 28.16 | пф | Лейла Вазірі      | США       | 28 березня 2007 | Чемпіонат світу                    | Мельбурн, Австралія            |        |
| 8  | 28.16 | =  | Лейла Вазірі      | США       | 29 березня 2007 | Чемпіонат світу                    | Мельбурн, Австралія            |        |
| 9  | 28.09 |    | Лі Ян             | КНР       | 19 жовтня 2007  | Всесвітні ігри військовослужбовців | Гайдарабад, Індія              |        |
| 10 | 28.00 | е  | Гейлі Мак-Ґреґорі | США       | 7 березня 2008  | Texas Senior Circuit Championships | Остін, Сполучені Штати Америки |        |
| 11 | 27.95 | пф | Емілі Сібом       | Австралія | 22 березня 2008 | Чемпіонат Австралії                | Сідней, Австралія              |        |
| 12 | 27.67 |    | Софі Едінґтон     | Австралія | 23 березня 2008 | Чемпіонат Австралії                | Сідней, Австралія              | [ 18 ] |
| 12 | 27.67 | =  | Чжао Цзін         | КНР       | 9 квітня 2009   | Чемпіонат Китаю                    | Шаосін, Китай                  | [ 19 ] |
| 13 | 27.61 |    | Даніела Самульскі | Німеччина | 26 червня 2009  | Чемпіонат Німеччини                | Берлін, Німеччина              | [ 20 ] |
| 14 | 27.39 | пф | Даніела Самульскі | Німеччина | 29 липня 2009   | Чемпіонат світу                    | Рим, Італія                    |        |
| 15 | 27.38 | пф | Анастасія Зуєва   | Росія     | 29 липня 2009   | Чемпіонат світу                    | Рим, Італія                    |        |
| 16 | 27.06 |    | Чжао Цзін         | КНР       | 30 липня 2009   | Чемпіонат світу                    | Рим, Італія                    |        |
| 17 | 26.98 |    | Лю Сян            | China     | 21 серпня 2018  | Азійські ігри                      | Джакарта, Індонезія            | [ 21 ] |
| 18 | 26.86 |    | Кейлі Маккіон     | Австралія | 20 жовтня 2023  | Кубок світу                        | Будапешт, Угорщина             | [ 22 ] |

### На короткій воді
| #   | Час   |    | Ім'я           | Країна     | Дата              | Змагання                               | Місце                                 | Пос.   |
| --- | ----- | -- | -------------- | ---------- | ----------------- | -------------------------------------- | ------------------------------------- | ------ |
| WBT | 28.47 |    | Lei Xue        | КНР        | 9 січня 1993      | Кубок світу                            | Пекін, Китай                          |        |
| 1   | 28.33 |    | Зандра Фелькер | Німеччина  | 16 лютого 1993    | Кубок світу                            | Шеффілд, Велика Британія              |        |
| 2   | 27.64 |    | Xiuyu Bai      | КНР        | 13 березня 1994   | Кубок світу                            | Дезенцано-дель-Гарда, Італія          |        |
| 3   | 27.27 |    | Зандра Фелькер | Німеччина  | 13 грудня 1998    | Чемпіонат Європи                       | Шеффілд, Об'єднане Королівство        | [ 23 ] |
| 4   | 27.25 | е  | Гейлі Коуп     | США        | 18 березня 2000   | NCAA Division I Championships          | Індіанаполіс, Сполучені Штати Америки | [ 24 ] |
| 5   | 26.83 |    | Li Hui         | КНР        | 2 грудня 2001     | Кубок світу                            | Шанхай, Китай                         | [ 23 ] |
| 6   | 26.50 |    | Саня Йованович | Хорватія   | 15 грудня 2007    | Чемпіонат Європи                       | Дебрецен, Угорщина                    |        |
| 7   | 26.37 |    | Саня Йованович | Хорватія   | 13 квітня 2008    | Чемпіонат світу                        | Манчестер, Об'єднане Королівство      | [ 25 ] |
| 8   | 26.23 |    | Саня Йованович | Хорватія   | 13 грудня 2008    | Чемпіонат Європи                       | Рієка, Хорватія                       |        |
| 9   | 26.17 |    | Марік Гверер   | Австралія  | 6 листопада 2009  | Кубок світу                            | Москва, Росія                         |        |
| 10  | 26.08 | пз | Чжао Цзін      | КНР        | 10 листопада 2009 | Кубок світу                            | Стокгольм, Швеція                     | [ 26 ] |
| 11  | 25.82 |    | Чжао Цзін      | КНР        | 10 листопада 2009 | Кубок світу                            | Стокгольм, Швеція                     | [ 27 ] |
| 12  | 25.70 |    | Саня Йованович | Хорватія   | 12 грудня 2009    | Чемпіонат Європи                       | Стамбул, Туреччина                    | [ 28 ] |
| 13  | 25.67 |    | Етьєн Медейрос | Бразилія   | 7 грудня 2014     | Чемпіонат світу                        | Доха, Катар                           | [ 29 ] |
| 14  | 25.60 |    | Кіра Туссен    | Нідерланди | 14 листопада 2020 | 1-й півфінал Міжнародної ліги плавання | Будапешт, Угорщина                    | [ 30 ] |
| 14= | 25.60 |    | Кіра Туссен    | Нідерланди | 18 грудня 2020    | Amsterdam Christmas Meet               | Амстердам, Нідерланди                 | [ 31 ] |
| 15  | 25.27 |    | Меґґі Мак-Ніл  | Канада     | 20 грудня 2021    | Чемпіонат світу                        | Абу-Дабі, Об'єднані Арабські Емірати  | [ 32 ] |
| 16  | 25.25 |    | Меґґі Мак-Ніл  | Канада     | 16 грудня 2022    | Чемпіонат світу                        | Мельбурн, Австралія                   | [ 33 ] |
| 17  | 25.23 |    | Реган Сміт     | США        | 13 грудня 2024    | Чемпіонат світу                        | Будапешт, Угорщина                    |        |

## Найкращі 25 за увесь час

### Чоловіки на довгій воді
- Актуально станом на лютий 2024[35]

| Міс. | Час   | Плавець                  | Дата            | Місце          | Пос.   |
| ---- | ----- | ------------------------ | --------------- | -------------- | ------ |
| 1    | 23.55 | Климент Колесников (RUS) | 27 липня 2023   | Казань         | [ 36 ] |
| 2    | 23.71 | Гантер Армстронґ (USA)   | 28 квітня 2022  | Грінсборо      | [ 37 ] |
| 3    | 23.92 | Джастін Ресс (USA)       | 28 квітня 2022  | Грінсборо      | [ 37 ] |
| 4    | 24.00 | Шейн Касас (USA)         | 28 квітня 2022  | Грінсборо      | [ 37 ] |
| 5    | 24.04 | Лаєм Тенкок (GBR)        | 2 серпня 2009   | Рим            |        |
| 6    | 24.07 | Каміль Лакур (FRA)       | 12 серпня 2010  | Будапешт       |        |
| 7    | 24.12 | Роберт Глінце (ROU)      | 3 серпня 2018   | Глазго         |        |
| 7    | 24.12 | Айзек Купер (AUS)        | 17 лютого 2024  | Доха           | [ 38 ] |
| 9    | 24.23 | Mark Nikolaev (RUS)      | 11 квітня 2019  | Казань         |        |
| 10   | 24.24 | Коґа Дзюнія (JPN)        | 2 серпня 2009   | Рим            |        |
| 10   | 24.24 | Раян Мерфі (USA)         | 27 липня 2018   | Irvine         |        |
| 12   | 24.28 | Pavel Samusenko (RUS)    | 19 квітня 2023  | Казань         | [ 39 ] |
| 13   | 24.29 | Володимир Морозов (RUS)  | 3 серпня 2018   | Глазго         |        |
| 14   | 24.32 | Шейн Раян (IRL)          | 3 серпня 2018   | Глазго         |        |
| 15   | 24.33 | Рендалл Бел (USA)        | 5 грудня 2008   | Ейндговен      |        |
| 16   | 24.34 | Герхард Зандберг (RSA)   | 2 серпня 2009   | Рим            |        |
| 17   | 24.36 | Апостолос Хрістоу (GRE)  | 15 серпня 2022  | Рим            | [ 40 ] |
| 17   | 24.36 | Pieter Coetze (RSA)      | 13 квітня 2023  | Гебеха         | [ 41 ] |
| 19   | 24.38 | Сюй Цзяюй (CHN)          | 25 вересня 2023 | Ханчжоу        | [ 42 ] |
| 20   | 24.39 | Майкл Ендрю (USA)        | 21 червня 2019  | Рим            |        |
| 21   | 24.40 | Томас Чеккон (ITA)       | 15 серпня 2022  | Рим            | [ 40 ] |
| 22   | 24.43 | Зейн Ведделл (RSA)       | 28 липня 2019   | Кванджу        |        |
| 23   | 24.44 | Даніел Ожеховський (BRA) | 24 квітня 2012  | Ріо-де-Жанейро |        |
| 23   | 24.44 | Ksawery Masiuk (POL)     | 2 вересня 2022  | Ліма           | [ 43 ] |
| 23   | 24.44 | Ksawery Masiuk (POL)     | 26 лютого 2023  | Люблін         | [ 44 ] |
| 23   | 24.44 | Ksawery Masiuk (POL)     | 18 лютого 2024  | Доха           | [ 45 ] |
| 25   | 24.45 | Жеремі Страв'юс (FRA)    | 3 серпня 2013   | Барселона      |        |

#### Нотатки
Нижче подано список інших часів, однакових або кращих за 24.45:
- Климент Колесников проплив ще за 23.80 (2021), 23.93 (2021), 24.00 (2018), 24.08 (2021), 24.12 (2023), 24.23 (2021), 24.25 (2018, 2021), 24.35 (2019), 24.40 (2018), 24.42 (2023).
- Гантер Армстронґ проплив ще за 24.01 (2022), 24.05 (2023), 24.14 (2022), 24.16 (2022, 2023), 24.20 (2023), 24.30 (2023), 24.33 (2024), 24.41 (2023), 24.43 (2024).
- Джастін Ресс проплив ще за 24.05 (2022), 24.10 (2023), 24.12 (2022), 24.14 (2022), 24.18 (2023), 24.21 (2023), 24.24 (2022, 2023), 24.31 (2018), 24.35 (2023), 24.41 (2017).
- Лаєм Тенкок проплив ще за 24.08 (2009).
- Айзек Купер проплив ще за 24.13 (2024), 24.38 (2023), 24.44 (2022).
- Каміль Лакур проплив ще за 24.23 (2015), 24.27 (2015), 24.30 (2017), 24.30 (2010), 24.35 (2017), 24.36 (2011), 24.37 (2014), 24.39 (2013), 24.42 (2013).
- Коґа Дзюнія проплив ще за 24.28 (2014), 24.29 (2009), 24.36 (2015), 24.44 (2017).
- Володимир Морозов проплив ще за 24.35 (2018), 24.40 (2019), 24.43 (2018, 2019).
- Апостолос Хрістоу проплив ще за 24.39 (2022).
- Сюй Цзяюй проплив ще за 24.41 (2023), 24.42 (2017).
- Роберт Глінце проплив ще за 24.42 (2021).
- Майкл Ендрю проплив ще за 24.45 (2019).
- Шейн Касас проплив ще за 24.45 (2022).
- Pavel Samusenko проплив ще за 24.45 (2022).

### Чоловіки на короткій воді
- Актуально станом на грудень 2023[46]

| Міс. | Час   | Плавець                         | Дата              | Місце           | Пос.   |
| ---- | ----- | ------------------------------- | ----------------- | --------------- | ------ |
| 1    | 22.11 | Климент Колесников (RUS)        | 23 листопада 2022 | Казань          | [ 17 ] |
| 2    | 22.22 | Флоран Маноду (FRA)             | 6 грудня 2014     | Доха            | [ 47 ] |
| 3    | 22.49 | Mark Nikolaev (RUS)             | 28 грудня 2021    | Санкт-Петербург | [ 48 ] |
| 4    | 22.52 | Айзек Купер (AUS)               | 15 грудня 2022    | Мельбурн        | [ 49 ] |
| 5    | 22.53 | Раян Мерфі (USA)                | 25 листопада 2021 | Ейндговен       | [ 50 ] |
| 6    | 22.55 | Гільєрме Гвідо (BRA)            | 26 жовтня 2019    | Будапешт        |        |
| 7    | 22.58 | Рилов Євген Михайлович (RUS)    | 14 грудня 2018    | Ханчжоу         | [ 51 ] |
| 8    | 22.61 | Coleman Stewart (USA)           | 28 серпня 2021    | Неаполь         | [ 52 ] |
| 8    | 22.61 | Peter Marshall (USA)            | 22 листопада 2009 | Сінгапур        |        |
| 10   | 22.62 | Мікеле Ламберті (ITA)           | 3 листопада 2021  | Казань          | [ 53 ] |
| 11   | 22.65 | Lorenzo Mora (ITA)              | 17 грудня 2022    | Мельбурн        | [ 54 ] |
| 12   | 22.70 | Сюй Цзяюй (CHN)                 | 3 листопада 2018  | Ханчжоу         |        |
| 13   | 22.72 | Ділан Картер (TRI)              | 4 листопада 2022  | Індіанаполіс    | [ 55 ] |
| 14   | 22.74 | Кацпер Стоковський (POL)        | 15 грудня 2022    | Мельбурн        | [ 49 ] |
| 14   | 22.74 | Кацпер Стоковський (POL)        | 16 грудня 2022    | Мельбурн        | [ 56 ] |
| 14   | 22.74 | Донець Станіслав Юрійович (RUS) | 26 листопада 2010 | Нідерланди      |        |
| 14   | 22.74 | Роберт Глінце (ROM)             | 3 листопада 2021  | Казань          | [ 57 ] |
| 17   | 22.75 | Miron Lifintsev (RUS)           | 17 грудня 2023    | Санкт-Петербург | [ 58 ] |
| 18   | 22.76 | Крістіан Дінер (GER)            | 18 жовтня 2020    | Будапешт        |        |
| 18   | 22.76 | Шейн Раян (IRL)                 | 14 грудня 2018    | Ханчжоу         | [ 51 ] |
| 20   | 22.78 | Pavel Samusenko (RUS)           | 17 грудня 2023    | Санкт-Петербург | [ 58 ] |
| 21   | 22.81 | Коґа Дзюнія (JPN)               | 8 грудня 2016     | Віндзор         |        |
| 22   | 22.82 | Павло Санкович (BLR)            | 19 листопада 2017 | інгапур         |        |
| 23   | 22.84 | Gabriel Fantoni (BRA)           | 20 грудня 2021    | Абу-Дабі        | [ 59 ] |
| 23   | 22.84 | Pieter Coetze (RSA)             | 16 грудня 2022    | Мельбурн        | [ 56 ] |
| 23   | 22.84 | Мевен Томак (FRA)               | 6 грудня 2023     | Остопень        | [ 60 ] |

#### Нотатки
Нижче подано список інших часів, однакових або кращих за 22.84:
- Климент Колесников проплив ще за 22.31 (2022), 22.42 (2023), 22.47 (2021), 22.57 (2021), 22.64 (2019), 22.75 (2019), 22.76 (2021), 22.77 (2018), 22.82 (2018), 22.83 (2017).
- Раян Мерфі проплив ще за 22.54 (2020), 22.56 (2021), 22.61 (2022), 22.63 (2018, 2021), 22.64 (2022), 22.73 (2018), 22.74 (2022), 22.75 (2020), 22.76 (2020), 22.79 (2021), 22.80 (2020), 22.83 (2020).
- Рилов Євген Михайлович проплив ще за 22.59 (2021), 22.68 (2018), 22.76 (2020), 22.80 (2020).
- Гільєрме Гвідо проплив ще за 22.60 (2021, 2021), 22.68 (2018), 22.73 (2021), 22.75 (2018), 22.77 (2019), 22.79 (2018), 22.82 (2019).
- Мікеле Ламберті проплив ще за 22.65 (2021), 22.79 (2021).
- Mark Nikolaev проплив ще за 22.70 (2021).
- Jiayu Xu проплив ще за 22.71 (2018).
- Peter Marshall проплив ще за 22.73 (2009), 22.75 (2009).
- Айзек Купер проплив ще за 22.66 (2022), 22.73 (2022), 22.79 (2022).
- Донець Станіслав Юрійович проплив ще за 22.76 (2009), 22.79 (2009), 22.80 (2009).
- Coleman Stewart проплив ще за 22.76 (2020), 22.84 (2020).
- Кацпер Стоковський проплив ще за 22.78 (2022).
- Lorenzo Mora проплив ще за 22.81 (2022).
- Pavel Samusenko проплив ще за 22.81 (2021).
- Шейн Раян проплив ще за 22.82 (2021).
- Санкович Павло Павлович проплив ще за 22.84 (2017).
- Крістіан Дінер проплив ще за 22.84 (2021).

### Жінки на довгій воді
- Актуально станом на жовтень 2023[61]

| Міс. | Час   | Плавчиня                    | Дата            | Місце     | Пос.   |
| ---- | ----- | --------------------------- | --------------- | --------- | ------ |
| 1    | 26.86 | Кейлі Маккіон (AUS)         | 20 жовтня 2023  | Будапешт  | [ 62 ] |
| 2    | 26.98 | Лю Сян (CHN)                | 21 серпня 2018  | Джакарта  |        |
| 3    | 27.06 | Чжао Цзін (CHN)             | 30 липня 2009   | Рим       |        |
| 4    | 27.10 | Кіра Туссен (NED)           | 10 квітня 2021  | Ейндговен |        |
| 4    | 27.10 | Реган Сміт (USA)            | 26 липня 2023   | Фукуока   | [ 63 ] |
| 6    | 27.11 | Фу Юаньхуей (CHN)           | 6 серпня 2015   | Казань    |        |
| 7    | 27.12 | Кетрін Беркофф (USA)        | 28 квітня 2022  | Грінсборо | [ 64 ] |
| 8    | 27.14 | Етьєн Медейрос (BRA)        | 27 липня 2017   | Будапешт  |        |
| 9    | 27.18 | Кайлі Масс (CAN)            | 6 квітня 2022   | Вікторія  | [ 65 ] |
| 10   | 27.19 | Кетлін Доусон (GBR)         | 18 травня 2021  | Будапешт  | [ 66 ] |
| 11   | 27.20 | Lauren Cox (GBR)            | 27 липня 2023   | Фукуока   | [ 67 ] |
| 12   | 27.21 | Джорджія Девіс (GBR)        | 4 серпня 2018   | Глазго    |        |
| 13   | 27.23 | Даніела Самульскі (GER)     | 30 липня 2009   | Рим       |        |
| 13   | 27.23 | Олександра Герасименя (BLR) | 27 липня 2017   | Будапешт  |        |
| 13   | 27.23 | Анастасія Зуєва (RUS)       | 4 серпня 2018   | Глазго    |        |
| 16   | 27.27 | Аналія Пігре (FRA)          | 14 серпня 2022  | Рим       | [ 68 ] |
| 17   | 27.28 | Ґао Чан (CHN)               | 30 липня 2009   | Рим       |        |
| 18   | 27.33 | Олівія Смоліга (USA)        | 25 липня 2019   | Кванджу   |        |
| 18   | 27.33 | Олівія Смоліга (USA)        | 28 квітня 2022  | Грінсборо | [ 64 ] |
| 19   | 27.35 | Ван Сюеер (CHN)             | 25 вересня 2023 | Ханчжоу   | [ 69 ] |
| 20   | 27.37 | Емілі Сібом (AUS)           | 27 липня 2017   | Будапешт  |        |
| 20   | 27.37 | Інґрід Вілм (CAN)           | 21 травня 2023  | Монако    | [ 70 ] |
| 22   | 27.38 | Моллі О'Каллаган (AUS)      | 12 березня 2023 | Сідней    | [ 71 ] |
| 23   | 27.39 | Сільвія Скалія (ITA)        | 13 серпня 2022  | Рим       | [ 72 ] |
| 24   | 27.41 | Wan Letian (CHN)            | 25 вересня 2023 | Ханчжоу   | [ 69 ] |
| 25   | 27.42 | Мімоза Джаллоу (FIN)        | 4 серпня 2018   | Глазго    |        |

#### Нотатки
Нижче подано список інших часів, однакових або кращих за 27.42:
- Кейлі Маккіон пропливла ще за 26.98 (2023), 27.02 (2023), 27.08 (2023), 27.16 (2021), 27.24 (2023), 27.25 (2024), 27.26 (2023), 27.31 (2023), 27.38 (2021), 27.41 (2021).
- Реган Сміт пропливла ще за 27.11 (2023), 27.14 (2023), 27.25 (2023), 27.29 (2022), 27.31 (2023), 27.40 (2022).
- Кетрін Беркофф пропливла ще за 27.13 (2023), 27.27 (2023), 27.38 (2023), 27.39 (2022), 27.40 (2022, 2023).
- Фу Юаньхуей пропливла ще за 27.15 (2017), 27.16 (2018), 27.18 (2015), 27.19 (2017), 27.21 (2017), 27.22 (2013), 27.36 (2017), 27.39 (2013), 27.40 (2013).
- Кіра Туссен пропливла ще за 27.18 (2021), 27.22 (2021), 27.36 (2021), 27.37 (2020).
- Етьєн Медейрос пропливла ще за 27.18 (2017), 27.26 (2015), 27.36 (2019), 27.37 (2014), 27.38 (2015), 27.41 (2015).
- Кайлі Масс пропливла ще за 27.22 (2022), 27.23 (2024), 27.26 (2022), 27.28 (2023), 27.31 (2022, 2022), 27.38 (2023), 27.41 (2023).
- Джорджія Девіс пропливла ще за 27.23 (2018).
- Аналія Пігре пропливла ще за 27.29 (2022), 27.40 (2022).
- Чжао Цзін пропливла ще за 27.29 (2013).
- Кетлін Доусон пропливла ще за 27.29 (2021).
- Lauren Cox пропливла ще за 27.29 (2023).
- Анастасія Зуєва пропливла ще за 27.31 (2009, 2018), 27.37 (2018), 27.38 (2009).
- Лю Сян пропливла ще за 27.35 (2019), 27.36 (2020), 27.40 (2018).
- Ґао Чан пропливла ще за 27.38 (2009).
- Інґрід Вілм пропливла ще за 27.39 (2022), 27.41 (2023).
- Даніела Самульскі пропливла ще за 27.39 (2009).
- Олександра Герасименя пропливла ще за 27.40 (2016).
- Моллі О'Каллаган пропливла ще за 27.42 (2023).

### Жінки на короткій воді
- Актуально станом на грудень 2023[73]

| Міс. | Час   | Плавчиня                  | Дата              | Місце           | Пос.   |
| ---- | ----- | ------------------------- | ----------------- | --------------- | ------ |
| 1    | 25.25 | Меґґі Мак-Ніл (CAN)       | 16 грудня 2022    | Мельбурн        | [ 74 ] |
| 2    | 25.49 | Моллі О'Каллаган (AUS)    | 17 грудня 2022    | Мельбурн        | [ 75 ] |
| 3    | 25.54 | Клер Курзан (USA)         | 16 грудня 2022    | Мельбурн        | [ 74 ] |
| 4    | 25.60 | Кіра Туссен (NED)         | 14 листопада 2020 | Будапешт        |        |
| 4    | 25.60 | Кіра Туссен (NED)         | 18 грудня 2020    | Амстердам       |        |
| 4    | 25.60 | Марія Камєнєва (RUS)      | 24 листопада 2022 | Казань          | [ 76 ] |
| 6    | 25.62 | Кайлі Масс (CAN)          | 20 грудня 2021    | Абу-Дабі        | [ 32 ] |
| 7    | 25.67 | Етьєн Медейрос (BRA)      | 4 грудня 2014     | Доха            |        |
| 8    | 25.70 | Sanja Jovanović (CRO)     | 12 грудня 2009    | Стамбул         |        |
| 9    | 25.74 | Олівія Смоліга (USA)      | 16 жовтня 2020    | Будапешт        |        |
| 10   | 25.81 | Мінна Атертон (AUS)       | 26 жовтня 2019    | Будапешт        |        |
| 11   | 25.82 | Чжао Цзін (CHN)           | 10 листопада 2009 | Стокгольм       |        |
| 12   | 25.83 | Емілі Сібом (AUS)         | 7 грудня 2014     | Доха            |        |
| 12   | 25.83 | Луїс Ганссон (SWE)        | 19 грудня 2021    | Абу-Дабі        | [ 77 ] |
| 14   | 25.85 | Юліє Кепп Єнсен (DEN)     | 15 грудня 2022    | Мельбурн        | [ 78 ] |
| 15   | 25.88 | Кетрін Беркофф (USA)      | 17 грудня 2021    | Абу-Дабі        | [ 79 ] |
| 16   | 25.92 | Ґао Чан (CHN)             | 27 лютого 2010    | Токіо           |        |
| 17   | 25.95 | Катінка Хоссу (HUN)       | 16 грудня 2017    | Данія           |        |
| 18   | 25.96 | Аналія Пігре (FRA)        | 20 грудня 2021    | Абу-Дабі        | [ 32 ] |
| 19   | 25.97 | Маайке де-Ваард (NED)     | 19 грудня 2021    | Абу-Дабі        | [ 77 ] |
| 20   | 25.98 | Ali DeLoof (USA)          | 9 вересня 2021    | Неаполь         |        |
| 20   | 25.98 | Марік Гверер (AUS)        | 10 листопада 2009 | Стокгольм       |        |
| 22   | 25.99 | Каролін Пільхатш (AUT)    | 15 грудня 2018    | Ханчжоу         |        |
| 22   | 25.99 | Голлі Барратт (AUS)       | 26 жовтня 2019    | Будапешт        |        |
| 24   | 26.00 | Беріль Гастальделло (FRA) | 7 грудня 2019     | Велика Британія |        |
| 24   | 26.00 | Кейлі Маккіон (AUS)       | 27 листопада 2020 | Брисбен         |        |

#### Нотатки
Нижче подано список інших часів, однакових або кращих за 26.00:
- Меґґі Мак-Ніл пропливла ще за 25.27 (2022), 25.64 (2022), 25.84 (2021), 25.92 (2021), 25.98 (2021).
- Кіра Туссен пропливла ще за 25.62 (2020), 25.64 (2020), 25.73 (2020), 25.75 (2019, 2020), 25.79 (2020, 2021), 25.81 (2021), 25.82 (2023), 25.83 (2020), 25.84 (2019), 25.89 (2021), 25.91 (2021), 25.96 (2020), 25.99 (2021).
- Клер Курзан пропливла ще за 25.60 (2022), 25.75 (2022).
- Моллі О'Каллаган пропливла ще за 25.61 (2022), 25.69 (2022), 25.99 (2022).
- Олівія Смоліга пропливла ще за 25.75 (2020), 25.83 (2020),  25.85 (2020), 25.88 (2018), 25.89 (2019, 2020), 25.93 (2020), 25.97 (2018).
- Кайлі Масс пропливла ще за 25.81 (2022), 25.84 (2021, 2022), 25.92 (2021), 25.94 (2022), 25.96 (2021), 25.97 (2021, 2022).
- Етьєн Медейрос пропливла ще за 25.82 (2016), 25.95 (2018), 25.99 (2014), 26.00 (2016).
- Луїс Ганссон пропливла ще за 25.86 (2021, 2022), 25.91 (2021), 25.99 (2022), 26.00 (2022).
- Емілі Сібом пропливла ще за 25.87 (2014).
- Чжао Цзін пропливла ще за 25.95 (2012).
- Мінна Атертон пропливла ще за 25.95 (2021), 25.99 (2019).
- Катінка Хоссу пропливла ще за 25.96 (2014), 25.99 (2016).
- Маайке де-Ваард пропливла ще за 25.99 (2021).
- Ґао Чан пропливла ще за 26.00 (2010).